# دجداجة
دُجْدَاجَة (الاسم العلمي: Gremmeniella)، جنس فطور مجهرية من فصيلة المسمارية. أنواعه ثلاثة. ونوعه Gremmeniella abietina من مسببات أمراض النبات

## الأنواع
- Gremmeniella abietina
- Gremmeniella juniperina
- Gremmeniella laricina
- Gremmeniella pinicola
- Gremmeniella baggina